# 蓓天翼龍屬
蓓天翼龍屬（屬名：Peteinosaurus）又名翅龍，是種史前爬行動物，屬於翼龍目。牠們生存於三疊紀的諾利階，約2億2100萬到2億1000萬年前。屬名意為「有翼的蜥蜴」，而種名zambellii則是紀念貝加莫自然歷史博物館的館長Rocco Zambelli。蓓天翼龍是由德國古生物學家Rupert Wild在1978年所敘述、命名。
目前已在義大利Cene附近發現三個化石：正模標本（編號MCSNB 2886）破碎且非天然狀態；第二個標本是天然狀態的副模標本（編號MCSNB 3359），然而缺乏任何蓓天翼龍的可鑑定特徵，因此可能是個不同的種。蓓天翼龍的副模式標本擁有長尾巴，長度為20公分，並藉由沿者脊椎的骨化肌腱，使得尾巴更為堅挺；這特徵在三疊紀翼龍類中相當普及。如同大部分翼龍類，蓓天翼龍的骨頭輕型但堅固，所以牠們的體重非常輕。蓓天翼龍有三種型態的圓錐狀牙齒。蓓天翼龍被認為是食蟲性動物。蓓天翼龍的第五趾長，缺乏趾爪。其關節允許第五趾彎曲到與其他趾骨不同水平面，其功能仍未明。

## 演化與分類

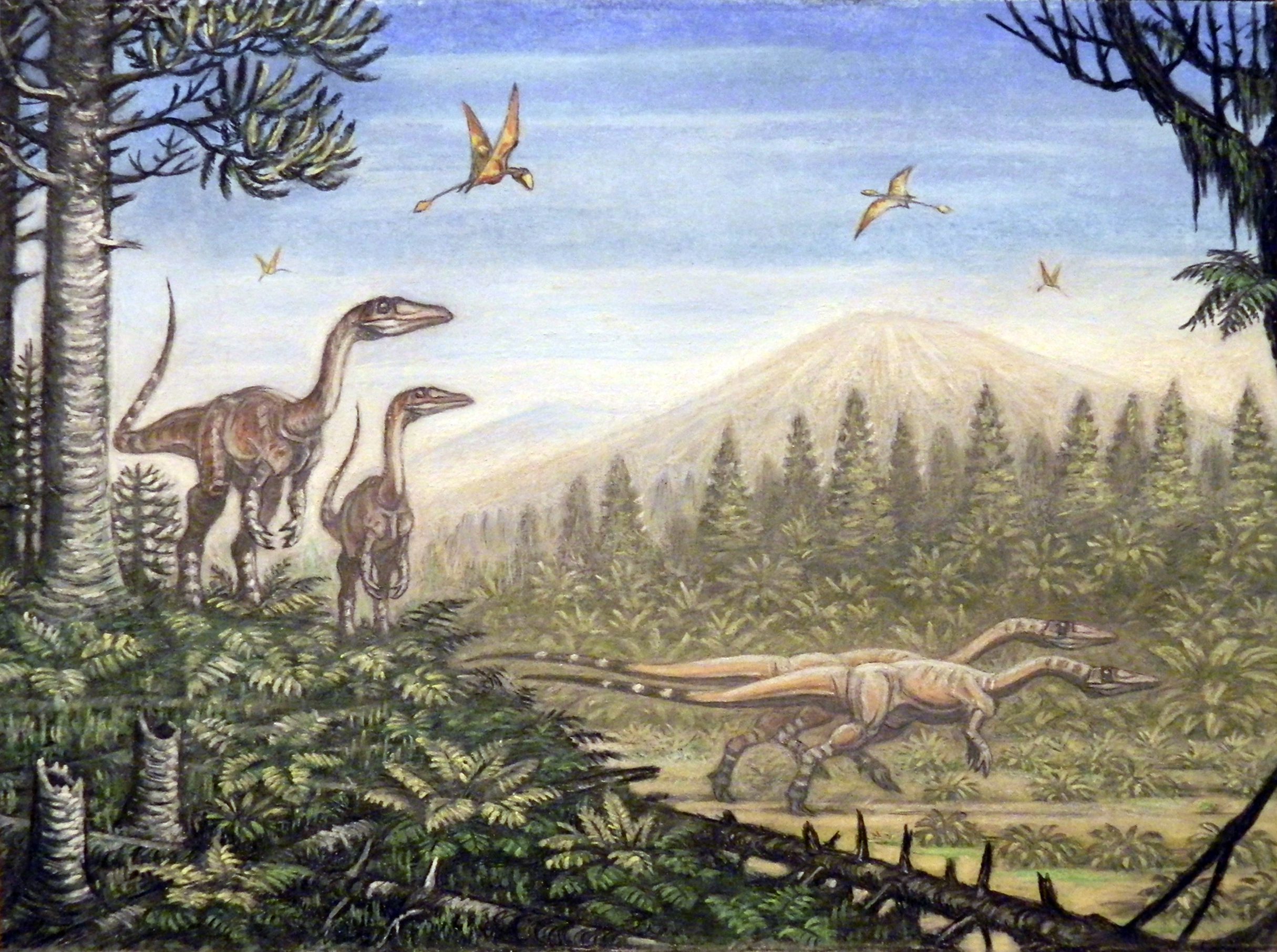
腔骨龙和蓓天翼龙在三叠纪晚期环境生活的复原图

蓓天翼龍是已知最古老的翼龍類之一，翼展約60公分，與後來的翼龍類無齒翼龍相比，體型非常小。與其他翼龍類相比，蓓天翼龍的翼展相對較小，只有後肢的兩倍長度。其他翼龍類的翼展是後肢長度的三倍以上。蓓天翼龍的牙齒只有一個尖頭，牙齒無特化，與同屬三疊紀義大利翼龍類的真雙型齒翼龍不同。這些特徵顯示蓓天翼龍是已知最原始的翼龍類。蓓天翼龍可能是雙型齒翼龍的祖先，兩者共組雙型齒翼龍科。

## 大眾文化
蓓天翼龍出現在英國1999年的電視節目《與恐龍共舞》（Walking with Dinosaurs）的第一集，但出現的時間並不長。蓓天翼龍也出現在2003年的電視節目《海底霸王》（Sea Monsters）。